# Jake Kasdan
Jacob "Jake" Kasdan (Detroit, Míchigan; 28 de octubre de 1974) es un director de cine y productor estadounidense.

## Biografía
Jake Kasdan comenzó su carrera como actor a inicios de los años 80, con pequeños papeles en varias películas dirigidas por su padre, Lawrence Kasdan. En 1998 Jake Kasdan debutó como director y guionista en el thriller de misterio en tono de comedia Zero Effect, cuyo elenco encabezaron Bill Pullman, Ben Stiller y Ryan O'Neal. Un año más tarde pasó a la dirección televisiva, trabajando en cinco episodios de la serie de culto Freaks and Geeks, de la que también fue productor, y continuó con las series Grosse Pointe y Undeclared.

## Filmografía

### Cine
- 1998: Zero Effect, comedia protagonizada por Bill Pullman, Ben Stiller y Ryan O'Neal: Director, productor.
- 2002: Orange County, comedia protagonizada por Colin Hanks, Jack Black y Schuyler Fisk: Director.
- 2007: Walk Hard: The Dewey Cox Story, comedia protagonizada por John C. Reilly: Director, productor.
- 2011: Bad Teacher, comedia protagonizada por Cameron Diaz y Justin Timberlake: Director.
- 2014: Sex Tape, comedia protagonizada por Cameron Diaz y Jason Segel: Director.
- 2017: Jumanji: Welcome to the Jungle, comedia de acción protagonizada por Dwayne Johnson, Kevin Hart, Jack Black y Karen Gillan: Director Jake Kasdan
- 2019: Jumanji: The Next Level, secuela de la película anteriormente mencionada, protagonizada por Dwayne Johnson, Kevin Hart, Jack Black y Karen Gillan: Director Jake Kasdan
- 2024: Red One, película navideña protagonizada por  Dwayne Johnson, Chris Evans, Kiernan Shipka, Lucy Liu, Mary Elizabeth Ellis, J. K. Simmons, Nick Kroll, Kristofer Hivju y Bonnie Hunt: Director[2]

### Televisión
- 1999: Freaks and Geeks, serie de televisión, episodios: "Piloto", "Noshing and Moshing", "The Little Things", "Smooching and Mooching" y "Beers and Weirs": Director.
- 2002: Zero Effect, película para televisión: Director, coproductor.
- 2015-2016: The Grinder